# Kiso (ferry de 2005)
Pour les articles homonymes, voir Kiso (homonymie).
Le Kiso (きそ, Kiso) est un ferry rapide appartenant à la compagnie japonaise Taiheiyō Ferry. Construit entre 2004 et 2005 aux chantiers Mitsubishi Heavy Industries de Shimonoseki, il assure depuis janvier 2005 les liaisons entre la côte Pacifique d'Honshū et Hokkaidō.

## Histoire

### Origines et construction
Au début des années 2000, la compagnie Taiheiyō Ferry décide d'investir dans le renouvellement de sa flotte en remplaçant progressivement sa deuxième génération de car-ferries par des navires modernes et plus imposants. Malgré la fin du boom économique de la seconde moitié des années 1980 qui avait accompagné la construction des trois unités actuelles, la compagnie commande dès le mois de mars 2003 un navire neuf pour remplacer l'ancien Kiso, doyen de la flotte mis en service en 1987.
Comme pour ses prédécesseurs, sa construction est confiée à la société Mitsubishi Heavy Industries. Le futur navire est conçu pour être plus imposant que la flotte actuelle, il est ainsi plus long de quelques mètres mais surtout plus large. Il se caractérise également par une capacité d'emport moindre mais dans des conditions de confort accrues avec plus de cabines en première classe mais aussi des installations publiques de qualité. Prévu pour remplacer le Kiso à l'horizon 2005, la future unité récupère le patronyme de son aîné, en référence au fleuve Kiso-gawa traversant la région du Chūbu et se jetant aux alentours de Nagoya où Taiheiyō Ferry a son siège.
Le Kiso est mis sur cale au site de Shimonoseki le 26 janvier 2004 et lancé le 22 juillet. Après finitions, il est livré à Taiheiyō Ferry le 5 janvier 2005.

### Service
Le Kiso est mis en service le 9 janvier 2005 entre Nagoya, Sendai et Tomakomai.

## Aménagements
Le Kiso possède 9 ponts. Si le navire s'étend en réalité sur 10 ponts, deux d'entre sont inexistants au niveau des garages afin de permettre au navire de transporter du fret. Du point de vue commercial, la numérotation des ponts débute à partir du pont garage inférieur (correspondant au pont 0). Les locaux passagers occupent les ponts 5, 6 et 7 tandis que le pont 8 est consacré à l'équipage. Les ponts 1, 2 et 3 et 4 abritent quant à eux les garages.

### Locaux communs
Les installations du Kiso sont peu nombreuses mais d'une qualité remarquable. Les passagers ont à leur disposition un restaurant, un bar-salon , ainsi qu'une salle de spectacle sur le pont 6. La décoration intérieure du navire est basée sur le thème de l'océan Pacifique.
Parmi les installations se trouve :
- Le café Mermaid Club : le bar principal du navire situé au milieu du pont 6 au niveau de l'atrium ;
- Le restaurant Tahiti : restaurant du navire au pont 6 à la poupe pouvant accueillir 298 personnes. Son nom fait référence à l'île polynésienne de Tahiti ;
- La salle de spectacle Southern Cross : située au milieu sur le pont 6.

En plus de ces principaux aménagements, le navire propose également sur le pont 5 deux bains publics (appelés sentō), l'un pour les hommes à bâbord, l'autre pour les femmes à tribord, une boutique, un karaoké, une salle de jeux vidéos ainsi qu'une salle de massage.

### Cabines
À bord du Kiso, les passagers sont répartis en deux classes selon le niveau de confort de leurs installations. Ainsi, le navire possède 147 cabines dédiées à la première classe, toutes situées sur les ponts 5, 6 et 7 à l'avant du car-ferry. Il dispose de quatre suites, 53 cabines Deluxe de style occidental, 10 Deluxe de style japonais, 24 cabines mixant les deux styles, 48 cabines classiques de style occidental, 6 classiques de style japonais et deux cabines pour les personnes à mobilité réduite. Toutes sont pourvues de sanitaires privés comprenant douche, WC et lavabo.
Les installations de seconde classe comprennent six dortoirs de lits individuels à l'avant du pont 5, six de lits doubles à l'arrière du côté tribord, deux dortoirs de style japonais au pont 7 et un au pont 5.

## Caractéristiques
Le Kiso mesure 199,90 m de long pour 27 m de large, son tonnage est de 15 795 UMS (ce qui n'est pas exact, le tonnage des car-ferries japonais étant défini sur des critères différents). Il peut embarquer 768 passagers et 111 véhicules dans un spacieux garage de 1 368 mètres linéaires de fret accessible par trois portes rampes, deux latérales situées de chaque côté à la poupe et l'une située à la proue. La propulsion du Kiso est assurée par deux moteurs diesels MAN 9L58/64 développant une puissance de 23 680 kW entrainant deux hélices faisant filer le bâtiment à une vitesse de 26 nœuds. Il est en outre doté de deux propulseurs d'étrave et un propulseur arrière ainsi qu'un stabilisateur anti-roulis. Les dispositifs de sécurité sont essentiellement composés de radeaux de sauvetage mais aussi d'une embarcation semi-rigide de secours.

## Ligne desservie
Depuis sa mise en service, le Kiso effectue toute l'année la liaison entre Honshū et Hokkaidō sur la ligne Nagoya - Sendai - Tomakomai. Le navire assure les traversées en 40 heures.